# إم ‌إس فينبو كارغو
إم‌إس فينبو كارغو (بالإنجليزية: MS Finbo Cargo) هي عبارة ركاب وسيارات من نوع رورو (Roll-on/Roll-off)، كانت تُعرف سابقًا باسم European Endeavour أثناء خدمتها مع شركة P&O Ferries حتى مايو 2019.

## التاريخ
تسلّمت شركة P&O Ferries السفينة في أكتوبر 2007 من شركة Acciona Trasmediterránea الإسبانية، وكانت ثاني سفينة في أسطول الشركة تحمل اسم European Endeavour.
في عام 2019، بيعت السفينة إلى شركة Eckerö Line الفنلندية، والتي أعلنت عن نيتها استلامها في يونيو من نفس العام، وأعادت تسميتها إلى Finbo Cargo.

## التشغيل الحالي
تُشغَّل إم‌إس فينبو كارغو حاليًا بواسطة شركة Eckerö Line الفنلندية، وتقوم بنقل الركاب والشاحنات بين ميناء هانكو في جنوب فنلندا وميناء تالين في إستونيا، عبر بحر البلطيق.
هذا الخط الملاحي يُعد مسارًا اقتصاديًا بديلًا للمسافرين وسائقي الشاحنات الراغبين في تجنّب الزحام في ميناء هلسنكي، ويُوفر أيضًا وقتًا أقل في العبور بين الدولتين.

## المواصفات التقنية
تتميز العبّارة إم‌إس فينبو كارغو بالمواصفات التالية بحسب سجلات الشركة المالكة والمصادر البحرية:
- الطول: 163.4 مترًا
- العرض: 25 مترًا
- الغاطس: 6.2 متر
- الحمولة الإجمالية: نحو 24,046 طنًا
- السرعة القصوى: 21 عقدة بحرية
- القدرة المحركة: 4 محركات ديزل
- عدد الطوابق القابلة للتحميل: طابقان مخصصان للمركبات
- القدرة الاستيعابية: حوالي 130 شاحنة نقل ثقيل
- عدد الركاب: حتى 366 راكبًا في نسختها المعدّلة للخدمة الفنلندية.[3]